# Johnny Gravel
 (novembre 2020).
 (novembre 2020).
Jean Albert Gravel, né le 12 mars 1948, à Granby, au Québec. Il est connu sous le nom de Johnny Gravel. C'est un musicien québécois, guitariste et compositeur. Son style de musique bluesy est accompagné par une guitare électrique au style musical caractéristique : une intonation puissante et un phrasé rapide, sec et saccadé. Il a été membre des groupes Les Héritiers, Les Gants Blancs, Patriotes, et surtout Offenbach.

## Biographie

### Enfance
Jean Gravel naît le 12 mars 1948 à la Crèche Miséricorde de Montréal. Il est le fils adoptif d’Ernest Gravel, originaire de Montréal (né en 1903), et de  Marie-Paule Leclerc, originaire d’Acton Vale.
Ernest occupe différents emplois au cours de sa vie : gérant et vendeur dans un magasin de chaussures et dans un surplus d’armée, barman dans une taverne. Quant à Marie-Paule, elle est femme au foyer et veille à l’organisation familiale. Une autre enfant, Raymonde, est la fille de Marie-Paule, soit la demi-sœur de Jean, de dix ans son aîné.
La musique est absente de l’environnement familial du petit Jean. Un de ses oncles, Marcel Ledoux, a une guitare. Il remarque son neveu de cinq ans qui est intrigué et fasciné par l’instrument. Il cède sa Gibson à la famille pour cinq dollars. Jean Gravel n’a aucune connaissance musicale. Il apprend la guitare à la dure[Quoi ?].
A  sept ans, il rencontre un guitariste western itinérant. Ce musicien amateur lui enseigne trois accords majeurs faciles à mettre en pratique : Ré-Sol-La. L’apprenti guitariste déniche quelques 45 tours de rock and roll : The Everly Brothers et Elvis Presley sont ses premières découvertes. Gravel poursuit ses études au Collège du Mont-Sacré-Cœur de Granby. Sa personnalité introvertie et bourrue est peu compatible avec l’établissement tenu par une communauté de frères. Gravel doit porter l’uniforme et dissimuler ses cheveux longs avec du « Brylcreem ». Après avoir redoublé sa neuvième année, il décide d’abandonner l’école et de se consacrer à la musique. Il acquiert quelques 33 tours, Duane Eddy, Chet Atkin et surtout The Ventures. Ce groupe instrumental le fascine. Autodidacte, il écoute attentivement ces guitaristes, décortique leur langage musical : ce seront les bases de son jeu. La pièce Walk Don’t Run des Ventures est le premier morceau qu'il apprend.

### Les Héritiers
En 1962, Jean Gravel, Roger Belval, André Thibodeau et Réal Perrault, forment le groupe Rockets. Le quatuor gagne en assurance, anime des soirées dans des salles paroissiales et scolaires, principalement dans la région des Cantons de l’Est. Leur répertoire se compose de pièces instrumentales pour la danse : du rock and roll, des cha-cha-cha et quelques slows tels qu’« Ebb Tide » et « Sleep Walk », au grand plaisir des jeunes couples qui en profitent.
En 1964, le quatuor devient quintette avec l’arrivée du chanteur Michel Déragon. Le groupe s’appelle Venthols. Sept mois plus tard, les jeunes musiciens ont une centaine de spectacles à leur actif. Ils décident de changer de nom pour celui de Les Héritiers. Comme la plupart des groupes yéyé de cette période, Les Héritiers portent eux aussi un costume façon Beatles : chemise blanche, cravate kaki, costume kaki, bottines brunes, et une canne en bois sculpté pour leur entrée sur scène.
D’octobre 1965 à mars 1968, trois formations composent Les Héritiers ; deux 45 tours originaux sont commercialisés ; près de deux cents spectacles sont présentés. Les Héritiers sont dissous. Gravel rejoint le groupe Les Caïds. Il y reste un an.

### Les Gants Blancs
En 1962, à Saint-Jean-sur-Richelieu, le musicien Gérald Boulet rejoint son frère Denis au sein du groupe Les Doubletones. La formation se nomme successivement Twistin Vampires, Fabulous Kernels, Kernels et, finalement, à l’été 1964, Les Gants Blancs. Le groupe est très en vue dans la région, grâce à Ça claque avec Les Gants Blancs, émission hebdomadaire qu’il anime sur les ondes de CHLT-TV, à Sherbrooke.
En 1968, une première collaboration a lieu avec Jean Gravel et Les Gants Blancs. Le guitariste est engagé pour la session d’enregistrement de la pièce Dis-moi son nom, adaptation française de la pièce Call Me Lightning du groupe The Who. Quand le guitariste Rick Horner s'en va, Jean Gravel fait officiellement partie des Gants Blancs en mai 1969.
Il devient en même temps membre du groupe 7e Invention (Les Gants Blancs avec une section de cuivres). Le leader est le chanteur Bruce Huard (ex-Sultans). Ce groupe de neuf musiciens est trop onéreux pour les producteurs.
L’année suivante, Les Gants Blancs (sans l’ensemble de cuivres) accompagnent occasionnellement, Huard en spectacle. En octobre 1969, ils enregistrent avec lui un 45 tours : « Dis-lui je serai là »/« Puisqu’il t’aime ». Le 4 mai 1970, Les Gants Blancs entament une ultime tournée de quatorze spectacles avec Huard. Le groupe voudrait se débarrasser de son nom à saveur yéyé, et songe à se baptiser Opera Pop d’Offenbach.

### Offenbach
Début juin 1970, la vague yéyé des sixties est révolue. Les Gants Blancs ont peu de spectacles au calendrier. Ils peinent à imposer cette nouvelle sonorité de rock assez hard, encore d’avant-garde au Québec. Les engagements avec Bruce Huard sont terminés. Le moment est propice pour renommer le groupe Opera Pop d’Offenbach.
Le quatuor a présenté plus de deux cents spectacles, seul ou avec Bruce Huard. Cette expérience a développé une virtuosité et une symbiose musicale dans le groupe. Gérald « Gerry » Boulet s’impose en leader, avec sa voix rauque et typée, outre sa qualité de multi-instrumentiste. Il joue surtout de l’orgue Vox continental, sonorité qui marque le style du groupe, et rappelle The Animals, Iron Butterfly et The Doors.
Jean « Johnny » Gravel a un jeu typique à la guitare, avec ses riffs percutants dans les basses. Michel « Willie » Lamothe est un bassiste au sens mélodique affuté. Denis « Le vieux » Boulet est un batteur solide qui s’intéresse au swing de Gene Krupa. Les chansons sont composées en anglais, dans l'idée de percer hors Québec, mais surtout parce que le rock est de culture anglo-saxonne. Offenbach Pop Opera puise son inspiration dans ce type de rock, tout en s’inspirant du R&B américain et du blues britannique et américain. Dans cet environnement musical, Johnny peaufine son jeu à la guitare. Il devient un guitar hero, rappelant Jimmy Page et Alvin Lee, l’exemple au Québec de ce type de guitariste.
En 1971, Lucien Ménard, un des bons amis du groupe, devient leur manager. Par  son entremise, le groupe rencontre l’artiste multidisciplinaire Pierre Harel. Harel se joint au groupe et s’impose comme chanteur avec Gerry. Il propose des textes en français à forte connotation jouale.
Le 20 juillet 1972, le groupe, maintenant Offenbach Soap Opera, lance un premier album éponyme. Deux semaines plus tard, Denis Boulet s'en va. Roger Wezo Belval lui succède, l’ancien collègue de Jean Gravel à l’époque des Héritiers.
En août, Harel a une idée audacieuse : un spectacle liturgique rock avec chants grégoriens. Le groupe réussit à s’entendre avec les autorités de l’Oratoire Saint-Joseph pour concrétiser cette messe des morts. Cet événement unique a lieu le 30 novembre 1972. Le groupe, qui s’appelle désormais Offenbach, enregistre ce spectacle pour un album, Saint-Chrone de Néant. La performance de Gravel sur ce disque est une des plus remarquables de sa carrière. Quasiment tout le vocabulaire de Gravel s’y trouve. Fin septembre 1973, les sessions d’enregistrement sont finalisées pour la bande originale du premier long métrage de fiction réalisé par Harel, Bulldozer.
Depuis décembre 1973, Offenbach est installé à Malesherbes, en France, invité par le cinéaste français Claude Faraldo. Le réalisateur tourne un film de cinéma-vérité sur le groupe. Dès le début, Harel (lui-même réalisateur) est consterné. Il constate que l’œil cinématographique de Faraldo s’infiltre dans l’intimité du groupe. Il dénature ses membres en insistant sur leur côté décadent. Il refuse d’être montré à l’écran par Faraldo.
Harel songe à quitter le groupe. Gerry et Willie sont à couteaux tirés. Il rentre au Québec, pour le lancement de son film Bulldozer. Le long métrage et son disque sont lancés simultanément le 14 février 1974. Il renonce à rejoindre Offenbach en France.
Pendant des mois, Offenbach est cloîtré dans un manoir. Ils attendent leurs instruments. Seul un piano se trouve sur place. Gravel en profite pour améliorer son jeu, Boulet dans le rôle du mentor. Gravel compose sur ce piano une des chansons phares du catalogue d’Offenbach, La voix que j’ai.
Pendant ce long séjour, Jean Gravel s’ouvre à de nouveaux horizons. Il découvre le guitariste jazz manouche, Django Reinhardt. Il sera fasciné par ce musicien tout au long de sa carrière.
Les instruments arrivent ; une tournée européenne est organisée du 1er mai au 15 juillet 1974. Ces spectacles révèlent au public une machine de rock huilée au répertoire imposant. Offenbach impose une identité sonore puissante et singulière en métissant plusieurs styles : rock, hard rock, blues et R&B.
Le 26 février 1975, le film expérimental Tabarnac sur cette aventure rock est projeté en France. Le film est brouillon. Il suscite peu d'intérêt. Offenbach rentre au Québec le 8 mars. Un album double est produit à partir des enregistrements studio et des spectacles de ce périple rock. Cet album, nommé Tabarnac, montre une puissance sans précédent dans le rock québécois.
Le 4 novembre 1975, l'album est présenté à la presse montréalaise. Il atterrit dans les bacs des disquaires en janvier 1976. L’opus retient l’attention grâce aux pièces Promenade sur Mars, Québec Rock, Ma Patrie est à terre, Teddy (le chat), Marylin, et à la reprise d’un classique de Piaf, L’Hymne à l’Amour.
Au milieu des années soixante-dix, le label A&M Records est un des plus importants en Amérique. Le major recherche de nouveaux talents, met sous contrat Offenbach.
En septembre 1976, le groupe enregistre un album anglophone à Toronto, Never Too Tender. Son réalisateur, George Semkiw, abandonne le son brut et viscéral du groupe pour l’enrober d’effets. Offenbach, absent lors de l’élaboration du mix, amer, se résigne à accepter le produit final.
A&M Records veut commercialiser l’album le 30 novembre 1976, jour où est élu le Parti québécois : le pire moment pour un album anglophone par un groupe québécois. Offenbach tente de joindre la direction du label. A&M ne réagit pas. Never Too Tender est commercialisé en grande pompe partout en Amérique du Nord et même en Europe. Le succès n'est pas au rendez-vous.
Offenbach est au top de sa carrière. La discorde entre Lamothe et Boulet devient insoutenable. Un ultime album est enregistré – le plus convaincant de son parcours et peut-être de toute sa carrière.
Le 12 avril 1977, l’album Offenbach (surnommé Caricature) est commercialisé – une fois de plus – par A&M Records. Quelques-unes de ses pièces deviennent des classiques : Chu un rocker, une adaptation franco de la chanson I'm a rocker de Chuck Berry par Pierre Harel ; et La voix que j’ai, un texte de Gilbert Langevin sur la fameuse musique de Gravel.
Le 20 juin 1977, le groupe dans cette formule (Gerry, Johnny, Willie et Wèzo) donne un dernier spectacle au Café Campus de Montréal. Leur rock viscéral et sale s’éteint à jamais.
Le groupe est scindé en deux : Lamothe et Belval retrouvent Harel pour constituer le groupe Corbeau ; Boulet et Gravel conservent le nom Offenbach. La signature d’Offenbach repose sur ces deux musiciens, ils forment une unité sonore reconnaissable.
Offenbach est restructuré en quintette, soit avec deux guitaristes plutôt qu’un. Se joignent au groupe : le batteur Pierre Lavoie, le bassiste Norman Kerr et le guitariste Jean Millaire (futur membre de Corbeau). Les musiciens se succédent chez Offenbach jusqu’en mars 1979, où une formation convaincante et solide est formée, avec l'arrivée de trois musiciens : Breen LeBoeuf – basse et voix, John McGale – guitare, flûte traversière, saxophone et voix et, enfin, Robert « Bob » Harrisson – batterie.
Cette nouvelle mouture propose l’album Traversion. Boulet est toujours le chanteur soliste, mais la voix de LeBoeuf est époustouflante, avec son registre haut perché. La chanson Mes blues passent pu dans' porte, devient le succès du groupe. La pièce Ayoye est un moment fort de l’album. Sa structure musicale à la fois épurée et mélancolique ouvre les portes au jeu expressif de Gravel. Cette pièce devient sa signature sonore.
Offenbach est maintenant le groupe favori au Québec. Le 23 septembre 1979, il rafle deux Félix au Gala de l’ADISQ : Groupe de l’année et Microsillon de l’année (avec Traversion). Sans compter un projet d’envergure en cette même période : une fusion musicale d’Offenbach avec le Vic Vogel Big Band.
Ce projet vient de Gravel. Il assiste à une des répétitions de ce big band, chaque lundi au El Casino, et il est stupéfait quand Vogel et ses musiciens interprètent Georgia on My Mind de Ray Charles. Cette chanson fait partie du spectacle d’Offenbach, Gerry en fait une interprétation saisissante. Johnny incite le chanteur à assister à une représentation du big band. Ce que fait Gerry, et à plusieurs reprises. Vogel et Boulet font finalement plus ample connaissance, et envisagent une association des deux groupes.
Deux spectacles sont présentés le 30 et 31 mars 1979 au Théâtre St-Denis. Celui du 31 est enregistré : l’album En Fusion est lancé le 12 février 1980 – il deviendra certifié disque d’or. Une série de concerts marque l’histoire du rock au Québec. Vogel évoque de Gravel en ces termes, ainsi que le rappelle Marie Desjardins dans Vic Vogel, histoires de jazz : « C’était, précise-t-il, le plus spontané ; il savait prendre des chances quand il jouait, comme un vrai jazzguy. ».
Le 5 octobre 1980, au Gala de l’ADISQ, Offenbach remporte trois Félix : Groupe de l’année, Microsillon de l’année (avec En Fusion), et Spectacle de l’année (avec Offenbach au Forum). Finalement, un groupe de rock québécois a joué au Forum, et on avait engagé John Mayall (le père du British blues) pour ouvrir l’événement.
Avant la fin de 1980, sort Rock Bottom. Deuxième effort anglophone, il ne récolte pas hors frontière le succès escompté, et il est boudé par l’auditoire québécois, tout comme l’album Never Too Tender. Gravel était enthousiasmé à l’idée de percer sur le marché américain, mais, selon lui, ces deux albums anglophones étaient condamnés à l’échec dès le départ.
En 1981, Offenbach revient avec un album en français, Coup de Foudre. En août et septembre, l’imposante tournée Québec Rock prend la route avec Garolou, Zacharie Richard et Offenbach en tête d’affiche. Pour le spectacle présenté au Forum de Montréal, Joe Cocker est chargé de chauffer l’assistance.
En 1982, le batteur Pat Martel remplace Robert Harrisson. L’année suivante, Offenbach lance l’album Tonnedebrick, succès mitigé. Une tournée comparable à celle de Québec Rock s’organise : À fond d’train. Cette fois, le convoi roule avec Plume Latraverse et Pierre Flynn aux claviers. Le 17 septembre 1983, le spectacle donné au Forum de Montréal est enregistré et un double album est commercialisé en décembre.
Malgré des succès – surtout en spectacle – le groupe constate : son inspiration s’étiole. La toxicomanie est devenue un mode de vie. McGale, le plus sobre, devient le plus actif, le rôle de compositeur principal repose de plus en plus sur ces épaules. Gerry envisage de quitter le groupe. Il s’y essaie en 1984 avec un premier album solo, Presque 40 ans de blues.
De son côté, McGale met en place les nouvelles technologies du moment : batterie électronique et guitare synthétiseur. En mai 1985, RockOrama est lancé, Offenbach renoue avec le succès. Boulet ne renonce pas à son idée de dissoudre le groupe, au cours de l’été, il l’annonce aux quatre autres membres.
Gravel est bouleversé ; avec Boulet, il est le seul à avoir traversé toutes les époques d’Offenbach. Ils décident de terminer l’aventure sur une note positive. Le 1er novembre, le groupe présente un ultime spectacle au Forum de Montréal, le temple du rock international au Québec. Pour son quatrième spectacle dans ce lieu, Offenbach fait réaliser un double album et d’un film. Novembre marque la fin d’Offenbach, pour Gravel, commence une autre aventure : le 20 décembre 1985, la conjointe de Jean donne naissance à leur fille, Maude.

### Patriotes
Après le démantèlement d’Offenbach, Jean Gravel ne fait partie d’aucun groupe, n’a aucun spectacle en vue, il s'installe à Longueuil, et expérimente son rôle de père.
Février 1987, le nouveau trio Patriotes (groupe, dont le chanteur guitariste, Réjean Gaudreau, a une voix puissante façon Gerry Boulet) a élaboré un spectacle en hommage au rock québécois. Les morceaux d’Offenbach sont dans le répertoire. Gravel est invité à quelques concerts comme guitariste soliste, dans l’interprétation des pièces de son groupe. Gravel améliore la jeune formation.
Après ces quelques spectacles, il rejoint officiellement Patriotes. Le groupe devient solide, les spectacles de leur imprésario, Marc Lessard, se multiplient. Patriotes accompagne Gerry Boulet dans les quatre spectacles qui marquent son retour sur scène.
De 1987 à 1991, Patriotes présente trois cents spectacles et enregistre en 1990 une version rock de la chanson de Félix Leclerc L’alouette en colère. En juin 1991, Réjean Gaudreau dissout le groupe pour se consacrer à sa carrière solo.

### Offenbach avec Martin Deschamps
Les années 90 sont difficiles pour Jean Gravel. En 1994, trois ans après Patriotes, Gravel s’associe avec le chanteur-guitariste Michel Laroche. Ensemble, ils forment un groupe de cinq musiciens. L’aventure tourne court. Jean de Granby suit les traces du rockeur Johnny, dépendant à l’alcool. Sa santé décline, son jeu à la guitare s'assombrit, sa vélocité montre des failles, même s'il y a toujours l’émotion sonore de ses solos.
Gerry Boulet meurt en 1990, une reformation d’Offenbach devient inconcevable. En 1997, les trois membres actionnaires d’Offenbach Inc. (Gravel/Leboeuf/McGale) recrutent Martin Deschamps : jeune chanteur issu du groupe Câline de Band rendant hommage à Offenbach. Le son d’Offenbach est complété par l’ajout du claviériste-saxophoniste-chanteur Jacques Harrisson et du batteur Christian Lajoie.
C'est un nouveau chapitre et un nouveau souffle musical pour Johnny. Plusieurs spectacles (surtout lors des festivals estivaux) sont présentés en 1997 et 1998. La tournée est mise de côté pour composer un album. Rien n’avance dans ce projet. Le groupe est à l'arrêt. En 2000, Deschamps entame une carrière solo. Il connaît le succès avec son premier album : Comme je suis. On y retrouve une composition de Gravel, À soir.
En 2001, Pierre Harel envisage de commémorer le spectacle de 1972 à l’Oratoire Saint-Joseph. Les musiciens de deux grandes époques d’Offenbach se réunissent : les membres actuels d’Offenbach Gravel/LeBoeuf/McGale et certains des anciens Offenbach Belval/Harel/Lamothe. En mai, la formation présente une série de quatre spectacles au Petit Medley de Montréal, pour souder musicalement les musiciens avant le grand événement.
Cette même année, Gravel collabore avec ces anciens collègues à l’enregistrement des albums Hotel Univers et Félix Leclerc en colère (ils seront lancés simultanément en février 2002). Lors de l’été 2001, Offenbach donne quelques spectacles en formule Big Band (formule sans Vogel) avec Justin Boulet comme chanteur principal. Le 10 février 2002, Offenbach présente la fameuse commémoration à l’Oratoire Saint-Joseph, avec une retransmission radiophonique et télévisuelle en direct. L’événement est un succès.
En 2004, on vole à Gravel la légendaire guitare qu’il avait depuis 1984 : la Fender Stratocaster 1961 de couleur Olympic White. L’instrument n’est toujours pas retrouvé à ce jour.
En août, Offenbach présente un spectacle à la Place des Arts de Montréal, en refaisant la fusion d’Offenbach et du Vic Vogel Big Band. S’ajoutent quelques chanteurs invités, dont Martin Deschamps.
En 2005, l’album Nature revisite le matériel d’Offenbach. Les guitares électriques sont remplacées par des acoustiques. La seule chanson inédite est une composition de Gravel, L’amour est cruel. A l'occasion de la sortie de cet album, un concert d’envergure est annoncé au Centre Bell avec Michel Pagliaro et April Wine. Une tournée estivale de spectacles s’ensuit, avec la fusion d’Offenbach et du Vic Vogel Big Band.
En 2006, Deschamps retourne à sa carrière solo avec son troisième album studio, Intense. Leboeuf se dissocie d’Offenbach Inc, et rejoint April Wine.
A compter de 2008, Gravel et de McGale décident de continuer l’aventure avec de nouveaux musiciens.

### Le retour à la musique
En septembre 2015, Pierre Harel, en collaboration avec Patrick « Patsou » Lebrasseur, crée une association de musiciens et paroliers ayant travaillé de près ou de loin avec les groupes Offenbach et/ou Corbeau. Le projet est nommé SOS R'N’R.
Il invite Johnny à participer à l’aventure. En octobre, « Patsou » rencontre pour une première fois Gravel. Une amitié et une collaboration s’établissent entre les deux hommes.
Le premier projet de SOS R'N’R est un spectacle à l’Impérial Bell de Québec pour venir en aide à la Maison de Job (maison de thérapie pour polytoxicomanes de la région de la Capitale). Jean accepte ce défi, bien qu’il n’ait pas touché à sa guitare depuis son AVC. Il doit réapprendre à jouer, son annulaire et son auriculaire restent à demi paralysés.
De mars à mai 2016, Harel et « Patsou » (dans un geste de solidarité et d’encouragement) lui rendent régulièrement visite. Johnny s’efforce de réapprendre une dizaine de pièces du répertoire d’Offenbach.
Le 26 mai 2016, Johnny Gravel fait son retour sur scène, une salle comble accueille chaleureusement le guitariste.
Enthousiasmé par ce spectacle, Gravel décide de monter un court répertoire de chansons. De juin à novembre 2016, il travaille sa voix et sa guitare acoustique, en prévision d’une performance sans prétentions. Le 28 novembre, à La Marche à Côté, petit bar de la rue Saint-Denis à Montréal, Jean Gravel présente le premier spectacle en solo de sa carrière.
Jean continue de s’exercer sur sa guitare en prévision des quelques spectacles avec SOS R'N’R en 2017. Il retrouve graduellement sa dextérité ; ses performances sur scène sont de plus en plus convaincantes. Au cours des années 2018 et 2019, il fait quelques spectacles supplémentaires.
En 2020, Jean Gravel se considère à la retraite. Il participe à l’élaboration d’un site Web consacré à sa carrière.
En mars 2021, il sort des pièces musicales sous le titre Sessions acoustiques Vol. 1.
Il prend soin de sa sante, est sobre depuis 2012 et veut le rester (tête de mule oblige). Amis, musiciens, sa fille et son petit-fils, lui rendent visite.

## Solo
- 2021 : Sessions acoustiques vol. 1 - Phono Records PR-JG-0001
- 2022 : Sessions acoustiques vol. 2 - Phono Records PR-JG-0008